# Kap Verdes herrlandslag i volleyboll
Kap Verdes herrlandslag i volleyboll representerar Kap Verde i volleyboll på herrsidan. Laget har deltagit i afrikanska spelen och lusofoniska spelen.

### Fotnoter
1. ↑  ”Ultimos resultados” (på portugisiska). Lusofoniska spelen 2009. https://web.archive.org/web/20091219150537/http://www.lisboa2009.org/index.php?option=com_content&view=article&id=67. Läst 18 april 2024.
2. ↑  Senaste tillfället då någon kontrollerade att de inmatade tabelluppgifterna stämmer. Uppgifter kan ha matats in senare utan att kontrolleras av någon annan